# Jimmy Anderson (kosárlabdaedző)
James Edward Anderson (Britton, Dél-Dakota, 1937. április 20. – Corvallis, Oregon, 2024. március 4.) amerikai kosárlabdázó és edző, 1965 és 1989 között az Oregon State Beavers edzőhelyettese, 1989 és 1995 között vezetőedzője.

## Fiatalkora
Szülei Harry és Mary Anderson. Két idősebb és két fiatalabb testvére született.
A Washington állambeli Hoquiamben nőtt fel, ahol egy katolikus iskolába járt, majd a hoquiami középiskolában válogatott szinten amerikai futballozott, baseballozott és kosárlabdázott.

## Játékosként
A Grays Harbor Junior Főiskolán kosárlabdázott; miután Jerry Long, az Oregon State Beavers edzőhelyettese megtekintette egy mérkőzését, a „fergeteges kis guard” felkeltette Slats Gill vezetőedző figyelmét. Az 1957–58-as szezonban sportösztöndíjjal az Oregoni Állami Főiskola (ma Oregoni Állami Egyetem) hallgatója lett. 1958-ban három Far West Classic címet nyertek, 1959-ben pedig az All-Tournament csapat tagjává választották.
A Fí Szigma Kappa diákszövetség tagja volt, alapdiplomáját 1959-ben szerezte. Mesterdiplomájának megszerzését követően két évig a newbergi középiskola tanára és edzője volt.

## Edzőként
1950-ben a Beavers gólyacsapatának edzője lett (ekkoriban az elsőévesek válogatott csapatban nem, csak más intézmények gólyái ellen játszhattak). Három év alatt eredménye 45–7 lett.
1964-ben Paul Valenti (majd később Ralph Miller) alatt a válogatott csapat edzőhelyettese, valamint toborzója lett. Az 1970-es és 1980-as években toborzói képességei hozzájárultak a csapat sikeréhez; Lester Conner játékos-edző szerint Anderson egy teljes évet töltött azzal, hogy a Beavershöz csábítsa. Steve Johnson játékos szerint „Ralph volt a mogorva, Jimmy a szimpatikus – akihez odamehettél”. Ő hívta a csapathoz A. C. Greent, Fred Boydot és Mark Radfordot is.
Első szezonjában a Pacific-10 Conference az év edzőjének választotta. 1990-ben kijutottak az NCAA bajnokságára.
A csapat rossz eredményei miatt az 1994–95-ös szezon végén kirúgták.

## Halála és emlékezete
2024. március 4-én, 86 évesen hunyt el. Az Oregoni Állami Egyetem és a Pac-12 Conference dicsőségcsarnokának tagja.
Ron Wyden szenátor szerint „a történelmet nem írhatjuk anélkül, hogy egy nagy fejezetet szentelnénk Jimmy Andersonnak, az OSU kosárlabdaélete nagy klasszisának”.

## Családja
Feleségét, Fifi Quisenberryt tanársegédi pályafutása alatt ismerte meg. 63 évig voltak házasok, négy gyermekük született.
A Beavers elkötelezett támogatója volt, számos csapat mérkőzéseire váltott bérletet.

## Eredményei vezetőedzőként
| Szezon                                       | Eredmény                                     | Eredmény                                     | Helyezés                                     | Továbbjutás                                  |
| Szezon                                       | Összesen                                     | Konferencia                                  | Helyezés                                     | Továbbjutás                                  |
| Oregon State Beavers (Pacific-10 Conference) | Oregon State Beavers (Pacific-10 Conference) | Oregon State Beavers (Pacific-10 Conference) | Oregon State Beavers (Pacific-10 Conference) | Oregon State Beavers (Pacific-10 Conference) |
| -------------------------------------------- | -------------------------------------------- | -------------------------------------------- | -------------------------------------------- | -------------------------------------------- |
| 1989–90                                      | 22–7                                         | 15–3                                         | T-1.                                         | NCAA első kör                                |
| 1990–91                                      | 14–14                                        | 8–10                                         | T-5.                                         | –                                            |
| 1991–92                                      | 15–16                                        | 7–11                                         | 7.                                           | –                                            |
| 1992–93                                      | 13–14                                        | 9–9                                          | T-5.                                         | –                                            |
| 1993–94                                      | 6–21                                         | 2–16                                         | 10.                                          | –                                            |
| 1994–95                                      | 9–18                                         | 6–12                                         | T-6.                                         | –                                            |
| Összesen:                                    | 79–90                                        | 47–61                                        | –                                            | –                                            |
| Jelmagyarázat: Konferenciaszezon-bajnok      |                                              |                                              |                                              |                                              |

## Fordítás
- Ez a szócikk részben vagy egészben  a   Jimmy Anderson (basketball) című angol Wikipédia-szócikk ezen változatának fordításán alapul.  Az eredeti cikk szerkesztőit annak laptörténete sorolja fel. Ez a jelzés csupán a megfogalmazás eredetét és a szerzői jogokat jelzi, nem szolgál a cikkben szereplő információk forrásmegjelöléseként.